# Anita Coacci
Anita Coacci Rinaldi (Buenos Aires, 30 de abril), más conocida por su nombre artístico Anita Co, es una cantante y actriz argentina.

## Biografía
Es hija de Inés Rinaldi y Juan Carlos Coacci, tiene un hermano pianista Juan Esteban y es también sobrina de la cantante argentina Susana Rinaldi. Como productora teatral para el CTBA ha producido obras como "Rabia Roja", "Striptease", "Divino Amore", espectáculos del ballet contemporáneo, "Lo que el río hace", "Cae la noche tropical", entre otros.
Publicó dos álbumes Pecado y TangRock de la discográfica Epsa Music S.A..
En 2018, denunció al actor Juan Darthés, a través de sus redes sociales. Participó como testigo en el Caso Fardín contra Darthés.
Ha sido nominada a los Premios Gardel como mejor álbum nuevo artista de tango de la mano de TangRock.

## Filmografía
- Hombre de mar
- Tiempofinal
- Gasoleros
- Conurbano
- El último hereje"

## Discografía
- 2008: Pecado
- 2012: TangRock